# Robert Furch
Robert Otto Furch (* 15. März 1894 in Unterreichenbach; † 7. November 1967 in Tübingen) war ein deutscher Mathematiker. Er war Professor an der Universität Rostock und der Universität Mainz. Er befasste sich mit Potentialtheorie, Geometrie und Topologie.

## Leben
Furch war der Sohn eines Pfarrers. Er studierte nach dem Abitur 1911 in Tübingen zunächst Chemie an der Universität Straßburg, leistete 1911/12 seinen Wehrdienst als Einjährig-Freiwilliger und wechselte 1913 zum Studium der Mathematik in Tübingen.  1914 bis 1918 war er Soldat im Ersten Weltkrieg in Frankreich, wo er es bis zum Leutnant brachte. Durch eine Kriegsverletzung wurde er 1916 schwerhörig. 1920 legte er sein Staatsexamen für das Höhere Lehramt in Tübingen ab und wurde dort 1920 bei Ludwig Maurer promoviert (Über das elektrostatische Potential von Rotationsflächen). Im selben Jahr war er Studienreferendar in Elringen, setzte dann aber 1920/21 sein Studium in Göttingen fort. 1921 wurde er Assistent und nach der Habilitation 1923 (Zur Grundlegung der kombinatorischen Topologie) Privatdozent in Hamburg.
1925 hatte er einen Lehrauftrag für Darstellende Geometrie an der TH Karlsruhe und 1926 wurde er außerordentlicher Professor in Rostock (ordentlicher Professor ab 1928). 1935/36 war er dort Dekan und ab 1939 Ko-Direktor des Instituts für Angewandte Mathematik, nachdem er 1937/38 dort auch Lehrstuhlvertreter für Angewandte Mathematik war.
1945 zog er wieder nach Tübingen und war 1945/46 kommissarischer Bürgermeister in Tübingen-Lustnau und Mitglied der Entnazifizierungskommission für Süd-Württemberg.
1946 bis zu seiner Emeritierung 1961 war er ordentlicher Professor und Direktor des Mathematischen Instituts an der Universität Mainz. 1953/54 war er Dekan in Mainz. 1961 wurde er emeritiert. Er sollte in Mainz auch Rektor werden, nach einem Herzanfall riet ihm sein Arzt aber davon ab.
Zu seinen Doktoranden gehören Walter Benz und Günter Ewald.
Ab 1925 war er Mitglied der Allgemeinen Anthroposophischen Gesellschaft und 1930 bis 1935 in Rostock deren Zweigleiter. 1945 war er kommissarischer Bürgermeister von Tübingen-Lustnau.